# Estación de Seuzach
La estación de Seuzach es una estación ferroviaria de la comuna suiza de Seuzach, en el Cantón de Zúrich.

## Historia y situación
La estación de Seuzach fue abierta en el año 1875 con la inauguración de la línea Winterthur - Etzwilen por parte del Schweizerischen Nationalbahn (SNB), que sería absorbido por el Schweizerische Nordostbahn (NOB), el cual a su vez se integró en 1902 en los SBB-CFF-FFS.
La estación se encuentra ubicada en el centro urbano de Seuzach. Consta de dos andenes laterales a los que acceden dos vías pasantes.
La estación está situada en términos ferroviarios en la línea férrea Winterthur - Etzwilen. Sus dependencias ferroviarias colaterales son la estación de Reutlingen hacia Winterthur y la estación de Dinhard en dirección Etzwilen.

## Servicios ferroviarios
Los servicios son prestados por SBB-CFF-FFS:

### S-Bahn Zúrich
La estación está integrada dentro de la red de trenes de cercanías S-Bahn Zúrich, y en la que efectúan parada los trenes de dos líneas pertenecientes a S-Bahn Zúrich, siendo el inicio de una de ellas:
- S 11 Aarau – Lenzburg – Dietikon – Zúrich HB – Stettbach – Winterthur – Seuzach/Sennhof-Kyburg (– Wila)
- S 29 Winterthur – Seuzach - Stein am Rhein